# Sinc-фильтр
Sinc-фильтр — в обработке сигналов идеальный электронный фильтр, который подавляет все частоты в спектре сигнала выше некоторой частоты среза, оставляя заданную низкочастотную полосу сигнала. В частотной области (АЧХ) представляет собой прямоугольную функцию, а во временно́й области (импульсная характеристика) — функцию sinc. Реальные фильтры могут по своим характеристикам только приближаться к sinc-фильтру, так как идеальный sinc-фильтр физически нереализуем в силу бесконечного порядка передаточной функции и бесконечности ядра по времени в обе стороны (это накладывает ограничения на его реализацию как во временно́й области, так и в частотной).
Sinc-фильтры используются для математического описания обработки сигналов — в частности, при доказательстве теоремы Котельникова и получения ряда Котельникова.

## Характеристики

### Временны́е

Нормированная импульсная характеристика. Для наглядности приведена часть бесконечной функции

Нормированная частотная характеристика

Пусть {\displaystyle f_{0}} — частота среза (ограничивающая полосу пропускания) в герцах. Импульсная характеристика такого фильтра получается при помощи обратного преобразования Фурье от частотной характеристики:
{\displaystyle h(t)={\mathcal {F}}^{-1}\left\{H\left(f\right)\right\}\left(t\right)=2f_{0}\cdot {\frac {\sin \left(2\pi f_{0}t\right)}{2\pi f_{0}t}}=2f_{0}\cdot \operatorname {sinc} \left(2f_{0}t\right)},
где {\displaystyle \mathrm {sinc} } — нормированная функция sinc.

### Частотные
Частотная характеристика фильтра:
{\displaystyle H\left(f\right)=\operatorname {rect} \left({\frac {f}{2f_{0}}}\right)},
где {\displaystyle \operatorname {rect} } — прямоугольная функция.
Пусть {\displaystyle x\left(t\right)} — любая функция вещественного аргумента, для которой существует преобразование Фурье {\displaystyle {\mathcal {F}}\{x\}=X(\omega )}. Тогда sinc-фильтр, имеющий импульсную характеристику {\displaystyle h\left(t\right)}, воздействует на сигнал таким образом, что на его выходе частоты выше частоты среза зануляются по амплитуде, а компоненты частотной характеристики ниже частоты среза остаются неизменными:
{\displaystyle {\mathcal {F}}\left\{h*x\right\}=\left\{{\begin{matrix}X\left(\omega \right)&\left|\omega \right|\leq 2\pi f_{0}\\0&\left|\omega \right|>2\pi f_{0}\end{matrix}}\right.},
где {\displaystyle *} — оператор свёртки.